# مایکل نیل
مایکل نیل (انگلیسی: Michael Neel؛ زادهٔ ۱۸ ژوئیهٔ ۱۹۵۱) دوچرخه‌سوار اهل ایالات متحده آمریکا است. وی در بازی‌های المپیک تابستانی ۱۹۷۶ شرکت کرده است.